# Mistresses (Reino Unido)
Mistresses (pt: Amantes) é uma série de televisão britânica que retrata a vida de quatro amigas e o seu envolvimento em complexos relacionamentos conjugais e extra-conjugais. A primeira temporada foi para o ar na BBC One entre 8 de Janeiro e 12 de Fevereiro 2008, num total de 6 episódios. A segunda temporada passou na BBC One entre Fevereiro e Março de 2009, sendo anunciado o fim da série com a terceira temporada, exibida em 2010.

## Personagens principais
Primeira temporada
Katie Roden (Sarah Parish)- é uma médica que teve um caso com um seu paciente, doente terminal.
Trudi Malloy (Sharon Small)- tem dois filhos, é viúva de Paul, desaparecido durante os atentados de 11 de Setembro. Trudi recebe telefonemas misteriosos, o que a leva a pensar ser o seu marido.
Jessica Fraser (Shelley Conn)- é organizadora de eventos, atraente e sem necessidade de relacionamentos sérios, até conhecer Alex (Anna Torv), uma lésbica que contrata Jessica para organizar o seu casamento gay.
Siobhan Dhillon (Orla Brady)- é uma advogada de sucesso que está a tentar engravidar. Sente-se cansada pela obsessão do seu marido pela gravidez.

## Episódios
- 1ª temporada (8 de Janeiro - 12 de Fevereiro, 2008) -  6 episódios
- 2ª temporada (17 de Fevereiro - 24 de Março, 2009) - 6 episódios
- 3ª temporada (5 de Agosto - 26 de Agosto, 2010) - 4 episódios